# Hans Schmidt (Priester)

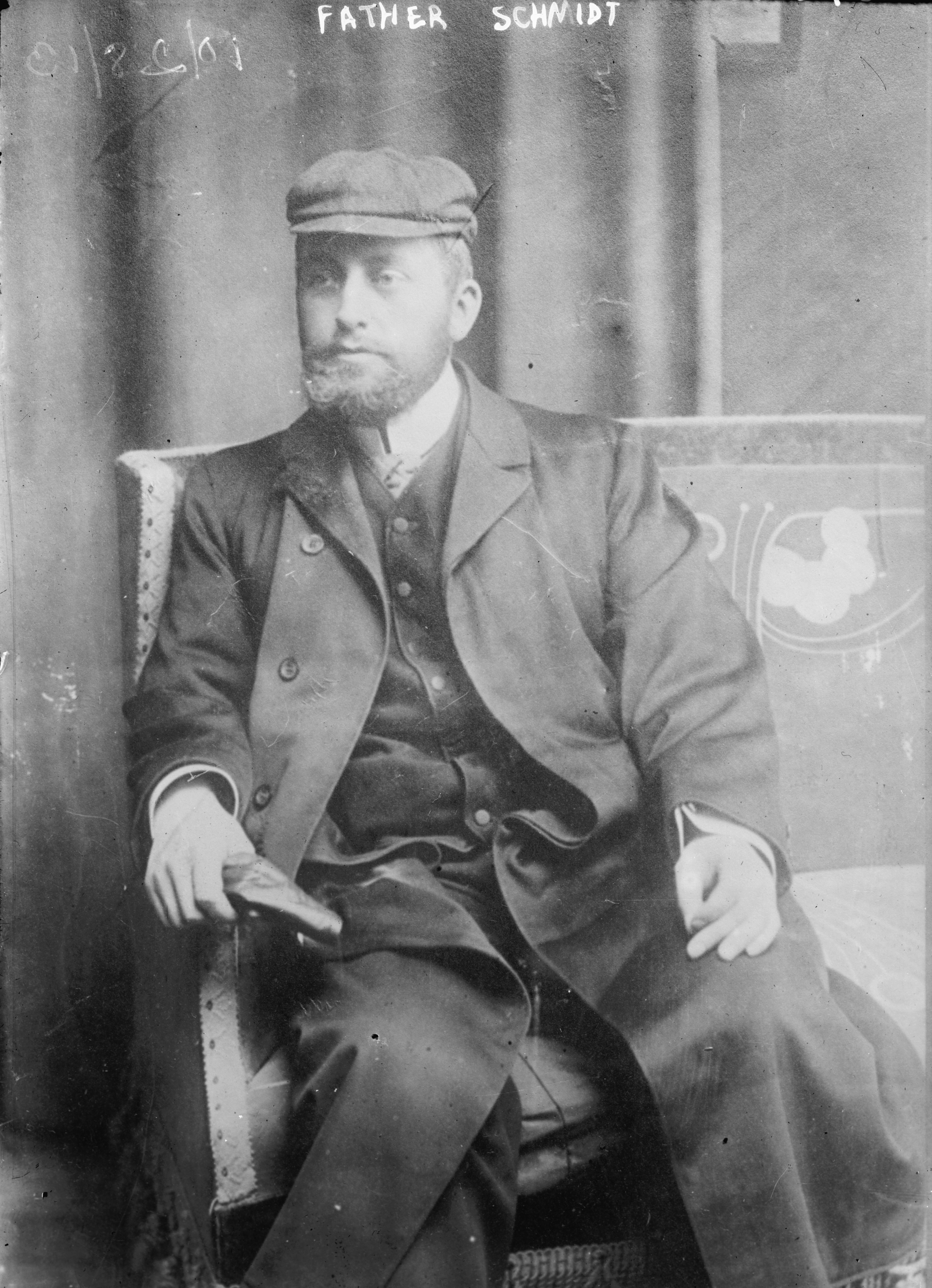
Hans Schmidt, Aufnahme um das Jahr 1910

Hans Schmidt (* 15. Juni 1881 in Aschaffenburg; † 18. Februar 1916 in Ossining, New York, USA) war ein deutscher römisch-katholischer Priester, der des Mordes überführt wurde und der einzige Priester in den Vereinigten Staaten, der hingerichtet wurde.

## Kindheit und Jugend
Hans Schmidt wurde als Sohn eines protestantischen Vaters und einer katholischen Mutter in Aschaffenburg geboren. Beide Seiten seiner Familie hatten eine lange Geschichte von psychischen Erkrankungen. Seit seiner frühen Kindheit wurde Hans regelmäßig von seinem Vater geschlagen und musste zusehen, wie sein Vater seine Mutter schlug.
Schon in der Kindheit verband Schmidt eine tiefe religiöse Hingabe mit bisexueller Promiskuität und einer Faszination für das Trinken von Blut und das Zerstückeln von Tieren. Verwandten zufolge enthauptete Hans einst zwei Gänse seiner Eltern und behielt die abgetrennten Köpfe in einer seiner Taschen. Er besuchte auch täglich den dörflichen Schlachthof, wo er den Tod und die Zerlegung von Nutztieren mit Faszination beobachtete. Während seines späteren Seminarstudiums wurde Schmidt 1905 von der bayerischen Polizei verhaftet und beschuldigt, Diplome für gescheiterte Studenten gefälscht zu haben. Obwohl die Mainzer Staatsanwaltschaft entschlossen war, Schmidt ins Gefängnis zu bringen, stellte sein Vater einen Anwalt ein, der dafür sorgte, dass die Anklage wegen einer psychischen Störung fallen gelassen wurde.

## Ordination
Obwohl alle, die ihn kannten, ernsthafte Zweifel an seiner moralischen und geistigen Eignung hatten, als katholischer Priester zu dienen, behauptete Schmidt, er sei am 23. Dezember 1904 von Bischof Georg Heinrich Maria Kirstein aus Mainz geweiht worden. In einem späteren Gespräch mit Psychiatern aus Manhattan erinnerte er sich folgendermaßen: „…der Bischof ordinierte mich allein. Ich spreche nicht gerne davon. Die eigentliche Ordination fand in der Nacht zuvor statt. Die Heilige Elisabeth ordinierte mich selbst. Ich betete an meinem Bett, als sie mir erschien und sagte: ‚Ich ordiniere dich zum Priestertum.‘ Es erschien ein Licht während Ihres Auftritts. Ich sagte es niemandem. Ich hielt es für das Beste, es für mich zu behalten. Sie würden sich über mich lustig machen. Sie haben sich immer über mich lustig gemacht für diese Dinge. Sie erwarten immer, dass andere tun, was Sie tun. Gott spricht auf unterschiedliche Weise zu verschiedenen Menschen.“ Während der Pfarreieneinsätze in den Dörfern Bürgel und Seelingstädt belästigte Schmidt Ministranten, hatte Affären mit mehreren Frauen und besuchte Prostituierte. Schmidts kreative Art, Messen zu führen und exzentrische Predigten zu halten, veranlassten seine Gemeindemitglieder und Priesterkollegen, sich beim Monsignore und dem Bischof über ihn zu beschweren. Als klar wurde, dass in der Diözese Mainz keine weiteren Pfarreizuweisungen anstehen würden, wanderte Schmidt 1909 in die USA aus. Er wurde zuerst der römisch-katholischen Kirche in Louisville, Kentucky zugeteilt. Dort führte ein Bruch mit dem Altpastor zu Schmidts Weggang zur St.-Bonifatius-Kirche in New York City.

## Anna Aumüller
In New York City lernte Schmidt 1912 Anna Aumüller kennen, die 20-jährige Haushälterin im Pfarrhaus der Bonifatiuskirche, die 1910 aus Österreich-Ungarn ausgewandert war. In seinen Gesprächen mit Psychiatern behauptete Schmidt, eine Stimme Gottes gehört zu haben, die ihm befahl, Anna zu „lieben“. Sie lehnte seine Annäherungen zunächst ab, begann aber schließlich eine geheime sexuelle Beziehung mit Schmidt. Ab Dezember 1912 hatte er auch eine heimliche homosexuelle Beziehung zu dem New Yorker Zahnarzt Ernest Muret, mit dem er einen Fälschungsring betrieb. Schmidt behauptete später, Muret mehr genossen zu haben als Anna. Trotz seiner späteren Versetzung in die St. Joseph’s Church in Harlem setzten Schmidt und Aumüller ihre geheime sexuelle Beziehung fort. Später wurde bekannt, dass sie nach einer geheimen Zeremonie  verheiratet waren, die Schmidt selbst aufführte. Schmidt schrieb auch ihre Namen auf eine Heiratsurkunde und sagte Anna, dass er das Priestertum für sie verlassen werde. Während einer sexuellen Begegnung mit Anna auf dem Hochaltar der St. Joseph’s Church erhielt Schmidt angeblich einen Befehl Gottes, sie zu „opfern“. Der Befehl wurde so eindringlich wiederholt, dass Schmidt es Anna erzählte, die ihn „verrückt“ nannte. Kurz darauf teilte Anna ihm mit, dass sie schwanger sei. In der Nacht vom 2. September 1913 ging Schmidt in die Wohnung, die sie als Paar gemietet hatten. Er durchschnitt Annas Kehle, während sie schlief, trank ihr Blut, vergewaltigte sie, während sie verblutete, zerstückelte ihren Körper und warf die Stücke von einer Fähre in den Hudson River. Schmidt kehrte dann in die Kirche zurück, feierte eine  Messe und Eucharistie, als wäre nichts geschehen.

## Ermittlungen
Nachdem Teile von Annas Körper nahe dem Cliffside Park und Weehawken, New Jersey, an Land gespült worden waren, fanden Ermittler der Hudson County Police ein Preisschild, das immer noch an dem Kissenbezug befestigt war, mit dem ein Teil des Körpers umwickelt wurde. Mit dem Preisschild konnte die Spur des Kissenbezuges zu einer Fabrik in Newark, New Jersey zurückverfolgt werden, der ausschließlich an den Möbelhändler George Sachs in Manhattan verkauft wurde. Die Ermittlungen wurden dann von der New Yorker Polizeibehörde NYPD übernommen und dem Chief of Detectives Joseph Faurot übertragen. Bei der Befragung in Sachs’ Möbelhaus in 2782 Eighth Avenue war der Händler nicht in der Lage, sich zu erinnern, wie viele der Kissenbezüge er verkauft habe. Eine Überprüfung seiner Quittungen ergab, dass am 26. August 1913 eine Bettdecke, eine Matratze, Kissen und Kissenbezüge verkauft worden waren. Der Käufer hatte seinen Namen als A. Van Dyke angegeben und die Lieferung seiner Einkäufe an eine Wohnung im dritten Stock in 68 Bradhurst Avenue angewiesen. Die Befragung des Hausverwalters ergab, dass die Wohnung von einem Ehepaar bewohnt wurde. Der Mann wurde als mit starkem deutschem Akzent sprechend beschrieben, der seinen Namen als H. Schmidt angegeben hatte. Als eine dreitägige Überwachung ergab, dass niemand in die Wohnung kam, befahl Inspektor Faurot Detective Frank Cassassa, in die Wohnung einzubrechen. Eine flüchtige Suche ergab, dass der Boden kürzlich geschrubbt worden war, aber große Mengen getrockneten Blutes an den Wänden gefunden wurden. Ein großes blutverschmiertes Messer wurde ebenfalls im Küchenregal gefunden. Herrenbekleidung mit dem Namen A. Van Dyke wurde in das Futter eingenäht gefunden, ebenso wie Briefe in deutscher und englischer Sprache, die an einen Hans Schmidt gerichtet waren. Viele der Briefe stammten von Frauen in Deutschland. Die größte Anzahl stammte jedoch von einer Anna Aumüller, deren letzte Adresse als 428 East Seventieth Street aufgeführt war. Inspektor Faurot und die Detectives Cassassa und O’Connell erfuhren dort, dass Aumüller ausgezogen sei, nachdem sie eine Stelle als Haushälterin in der St. Bonifatiuskirche erhalten hätte. Die Polizisten besuchten anschließend die Kirche St. Bonifatius und erfuhren vom leitenden Pastor, John Braun, dass Anna seine Haushälterin gewesen war, aber in die St. Joseph’s Church umgezogen sei. Auf die Frage, ob er den Namen Hans Schmidt kenne, antwortete Braun positiv und beschrieb ihn als einen Priester, der früher der Bonifatiuskirche zugeteilt worden sei, aber auch nach St. Joseph gezogen sei. Faurot, Cassassa und O’Connell erreichten das Pfarrhaus St. Joseph um 01:30 Uhr. Der Altpastor Daniel Quinn öffnete die Tür, führte sie in den Salon und weckte Schmidt. Als Schmidt dem Inspektor und den Detektiven gegenüber stand, gab er zu: „Ich habe sie getötet! Ich habe sie getötet, weil ich sie liebte!“ Schmidt beschrieb dann den Mord und die Zerstückelung im Detail. Er wurde vor den Augen seiner entsetzten Mitpriester in Polizeigewahrsam genommen.

## Gerichtsverfahren und Hinrichtung
Es folgte ein Medienspektakel, als die New Yorker Zeitungen mit einer immer größeren Sensationsgier in dem Fall gegeneinander antraten. Nach seiner Verhaftung gab das Erzbistum New York bekannt, dass Schmidts Priesteramt auf unbestimmte Zeit ausgesetzt wurde. Während Schmidts erster Verhandlung täuschte er vor, wahnsinnig zu sein. Seine Verteidiger behaupteten neben der Angabe, dass Schmidt Stimmen gehört habe, auch, dass der Wahnsinn familiär oder erblich bedingt sei. Als Zeuge riefen sie einen Psychologen, um zu beweisen, dass sein Stammbaum bis zu sechzig nahe oder entfernte Verwandte aufzeigen sollte, die Anzeichen geistiger Instabilität zeigten, und deshalb könne Schmidt nicht zum Tod verurteilt werden, weil auch er verrückt sei. Die Staatsanwaltschaft forderte weitere Zeugen, darunter Ärzte, die Schmidt untersucht hatten, während er auf den Prozess wartete, und kam zu dem Schluss, dass der Angeklagte entgegen seiner Bemühungen, die Behörden von etwas anderem zu überzeugen, und entgegen Gerüchten über Stimmen, die ihm sagten, er solle einen Mord an Aumüller begehen, geistig gesund war. Die Bemühungen der Staatsanwaltschaft waren jedoch vergebens; am Ende des Prozesses im Dezember 1913 konnte die Jury nach mehrtägigen Beratungen nicht zu einer Entscheidung kommen. Der zweite Prozess fand etwa zwei Wochen später statt. Diesmal veröffentlichte die Staatsanwaltschaft jedoch Zeugenaussagen aus dem April 1913; lange bevor Pater Schmidt seinen angeblichen Befehl von Gott erhielt, Anna zu „opfern“. Schmidt hatte eine Frau namens Bertha Czech überzeugt, sich als Aumüller auszugeben und unter ihrem Namen eine Lebensversicherung über 5000 Dollar  abzuschließen. Der Versicherungspolice zufolge war Schmidt der einzige Begünstigte. Am 5. Februar 1914 befand die Jury nach dreistündiger Beratung Schmidt des Mordes ersten Grades für schuldig. Er wurde zum Tode verurteilt. Nach seiner Verurteilung sagte Schmidt, er sei mit dem Urteil zufrieden und sterbe lieber heute als morgen. Er wurde in das Staatsgefängnis Sing Sing gebracht, um auf die Hinrichtung zu warten. Schmidts Verteidiger reichten kurz nach seiner Verurteilung Berufung ein, die seine Hinrichtung um mindestens ein Jahr verschob. Schmidt behauptete weiter, dass er den Behörden erlaube, ihn für den Mord zu verfolgen, weil er seinen Freund decken wolle. Schmidts Appelle blieben letztlich erfolglos. Am frühen Morgen des 18. Februar 1916, um 05:50 Uhr, betrat Schmidt die Hinrichtungszelle. Kurz bevor er auf den elektrischen Stuhl gesetzt wurde, sagte er: „Ich möchte ein Wort sagen, bevor ich gehe. Ich bitte um Vergebung von allem, was ich beleidigend oder skandalisierend gesagt habe und ich vergebe allen, die mich beleidigt haben!“ Im Moment, bevor der Schalter umgelegt wurde, sagte Schmidt mit gedämpfter Stimme: „Mein letztes Wort ist, mich von meiner lieben alten Mutter zu verabschieden!“ Der erste Stromschlag wurde um 05:52 Uhr ausgelöst. Nach zwei weiteren wurde Schmidt sechs Minuten nach Hinrichtungsbeginn für tot erklärt. Ein Reporter der Albany Times schrieb später: „Seine letzte Nacht auf Erden verbrachte er damit, seine Unschuld zu verkünden und zu erklären, dass er Frieden mit Gott geschlossen hatte. Die Wachen hatten Unruhe erwartet, in der der Mörder hingerichtet werden sollte. Aber seine Handlungen überraschten sie. Er war der coolste Mann in der Todeszelle. Er beherrschte fast diejenigen, die ihm halfen, ihn zu töten.“ Schmidts Familie hatte ursprünglich beabsichtigt, Schmidts Leiche nach Deutschland zu bringen. Aufgrund des Ausbruchs des Ersten Weltkriegs erwies sich dies jedoch als unmöglich. Infolgedessen arrangierte William Cashin, der katholische Kaplan von Sing Sing, die Beerdigung im Bundesstaat New York. Auf Wunsch von Schmidts Familie in Deutschland wurde der Ort seiner Beerdigung geheim gehalten.

## Weitere mögliche Verbrechen
Neben der Tötung seiner jungen, schwangeren Frau ergaben weitere Untersuchungen, dass Schmidt eine zweite Wohnung besaß, in der er eine Fälschungswerkstatt eingerichtet hatte. Die Behörden verdächtigten Schmidt auch des Mordes an der neunjährigen Alma Kellner, deren Leiche im Keller der St. John’s Church in Louisville, Kentucky gefunden wurde, wo Schmidt zuvor gearbeitet hatte. Die Leiche war verbrannt worden, aber die Behörden vermuteten, dass der Mörder zunächst versucht hatte, sie zu zerstückeln. Der Hausmeister, Joseph Wendling, wurde wegen Mordes aufgrund von Indizien und blutiger Kleidung, die in seinem Haus gefunden wurden, verurteilt und zu lebenslanger Haft verurteilt.